# Armina joia
Armina joia is een slakkensoort uit de familie van de Arminidae. De wetenschappelijke naam van de soort is voor het eerst geldig gepubliceerd in 1966 door Marcus & Marcus.